# Torre del Blanc de Morell
La torre del Blanc de Morell (també coneguda com a torre de la Cremadella) és un monument ubicat al terme municipal del Verger, a la comarca de la Marina Alta (País Valencià). Va ser declarat Bé d'Interés Cultural el 1996.
És l'edifici més antic de la localitat, datat de finals del segle xiii, i la seua funció principal va ser la defensa de la població dispersa i de l'alqueria d'aquesta zona, sota el senyoriu del castell de Segària.
És una construcció de planta rectangular, de 6,30 x 7,50 metres, orientada pel seu costat llarg en direcció nord-sud. Fa uns 10 metres d'alçada, dividits en tres plantes. La planta baixa es compon de dues sales cobertes amb volta de canó, fetes de maó massís; tenien el propòsit d'aljub i celler. Les sales es comuniquen, i l'accés n'és pel sud de la torre.
La primera planta ha estat modificada per a ús residencial, així com el seu accés per una escala externa, encara que sembla que respecta l'entrada originària. Finalment, la segona planta és posterior, ja que la fàbrica és diferent. Té quatre finestres, una per façana. La coberta és de teula àrab, a dues aigües.

## Entorn
L'any 2005 es va descobrir l'existència d'un poblat al voltant de la torre, que va créixer als inicis de la conquesta cristiana per les terres de la Marina Alta. A les excavacions, dutes a terme pels arqueòlegs Josep Antoni Gisbert i Joan Pastor, es va traure a la llum les restes d'una llar, amb una planta sencera i pati per al ramat, així com restes de ceràmica musulmana dels segles xiii i xiv. Possiblement era un enclavament andalusí, tot i estar sota senyoriu cristià.
Aquest poblat, conegut com de la Cremadella pel topònim de la zona on es troba (igual que la torre) va acabar despoblant-se. Se'n desconeix la raó exacta, però se suposa que va ser per la presència d'altres nuclis urbans (com ara el Verger) força pròxims. Una altra hipòtesi és el mateix topònim Cremadella, que podria al·ludir a un incendi.